# Obrówka
Obrówka – źródliskowy ciek rzeki Łupawa. Wypływa z jeziora Gogolinko, położonego w gminie Parchowo. Następnie wpada do jeziora Obrowo Duże i dalej do jeziora Jasień Południowy. Łupawa przyjmuje swoją nazwę dopiero wtedy, kiedy wypływa z jeziora Jasień Północny.
W zlewni Obrówki duży udział powierzchni stanowią lasy (ponad 50%) i obszary zatorfione z kilkoma małymi jeziorami. W zlewni bezpośredniej położone są jeziora Jelenie Wielkie i Otnoga.